# Cambridge (Village)
Cambridge ist ein Village in der Town Cambridge im Lamoille County des Bundesstaates Vermont in den Vereinigten Staaten mit 210 Einwohnern (laut Volkszählung von 2020). Cambridge liegt im Westen der Town Cambridge, von der es politisch und verwaltungstechnisch abhängig ist (village). Das andere Village der Town, Jeffersonville, liegt östlich vom Village Cambridge.

## Geschichte
Das Village Cambridge wurde 1908 mit eigenständigen Rechten versehen, es ist das kleinere eigenständige Village von zweien in der Town Cambridge. Im Village befinden sich mehrere Kirchengemeinden und das Postamt.
Die Gates Farm Covered Bridge, eine überdachte Brücke über den Seymour River, erbaut 1897, wurde 1974 ins National Register of Historic Places aufgenommen.

### Einwohnerentwicklung
| Jahr      | 1900 | 1910 | 1920 | 1930 | 1940 | 1950 | 1960 | 1970 | 1980 | 1990 |
| --------- | ---- | ---- | ---- | ---- | ---- | ---- | ---- | ---- | ---- | ---- |
| Einwohner |      | 595  | 293  | 237  | 217  | 244  | 217  | 235  | 217  | 292  |
| Jahr      | 2000 | 2010 | 2020 | 2030 | 2040 | 2050 | 2060 | 2070 | 2080 | 2090 |
| Einwohner | 235  | 236  | 210  |      |      |      |      |      |      |      |

Volkszählungsergebnisse Cambridge, Vermont